# Franjo Šoštarić
Franjo Šoštarić, (ur. 1 sierpnia 1919 w Zagrzebiu, zm. 27 sierpnia 1975 w Belgradzie), chorwacki piłkarz, występujący na pozycji bramkarza. Postrzegany jako jeden z najbardziej utalentowanych bramkarzy w historii chorwackiej piłki, którego talent z powodu choroby alkoholowej nie rozwinął się w pełni. Od roku 1934 występował w barwach HAŠK-a Zagrzeb, gdzie grał aż do roku 1939, kiedy to przeniósł się do zespołu Građanski Zagrzeb. Był tam jednak tylko dublerem słynnego bramkarza, Franjo Glasera. Od lutego 1946 do 1952 występował w serbskim Partizanie Belgrad. Karierę zakończył w roku 1953. W barwach Partizana Šoštarić wystąpił 228 razy, wraz z zespołem dwukrotnie w latach 1947 i 1949 zdobywał tytuł mistrza Jugosławii. W roku 1947 wraz z zespołem wywalczył Puchar Jugosławii.
- HAŠK Zagrzeb, 1934 – 1939
- Građanski Zagrzeb, 1939 – 1946
- FK Partizan, 1946 – 1952

Šoštarić jeden raz wystąpił w reprezentacji "B" (w roku 1950), zaliczył 18 występów w reprezentacji Jugosławii. W reprezentacji zadebiutował 11 października 1949 przeciwko Rumunii rozgrywanym w ramach Pucharu Bałkańskiego w Tiranie, przegranym przez Jugosławię 1:2. Ostatni, pożegnalny występ w reprezentacji Šoštarić zaliczył 7 września 1950 w meczu przeciwko Finlandii rozgrywanym w Helsinkach przegranym przez Jugosławię 2:3. Franjo Šoštarić wraz z reprezentacją uczestniczył w Igrzyskach Olimpijskich 1948 rozgrywanych w Londynie, gdzie reprezentacja Jugosławii wywalczyła srebrny medal.
- 1. 11 października 1946, Tirana, Jugosławia – Rumunia 1:2
- 2. 13 października 1946, Tirana, Jugosławia – Bułgaria 2:1
- 3. 12 października 1947, Zagrzeb, Jugosławia – Bułgaria 2:1
- 4. 19 października 1947, Belgrad, Jugosławia – Polska 7:1
- 5. 27 czerwca 1948, Belgrad, Jugosławia – Albania 0:0
- 6. 4 lipca 1948, Sofia, Bułgaria – Jugosławia 1:3
- 7. 31 lipca 1948, Londyn, Jugosławia – Luksemburg 6:1
- 8. 5 sierpnia 1948, Londyn, Jugosławia – Turcja 3:1
- 9. 11 sierpnia 1948, Londyn, Wielka Brytania – Jugosławia 1:3
- 10. 25 sierpnia 1948, Warszawa, Polska – Jugosławia 0:1
- 11. 19 czerwca 1949, Oslo, Norwegia – Jugosławia 1:3
- 12. 21 sierpnia 1949, Belgrad, Jugosławia – Izrael 6:0
- 13. 18 września 1949, Tel Awiw-Jafa, Izrael – Jugosławia 2:5
- 14. 9 października 1949, Belgrad, Jugosławia – Francja 1:1
- 15. 30 października 1949, Paryż, Francja – Jugosławia 1:1
- 16. 13 listopada 1949, Belgrad, Jugosławia – Austria 2:5
- 17. 7 września 1950, Helsinki, Finlandia – Jugosławia 3:2
- 18. 24 czerwca 1951, Belgrad, Jugosławia – Szwajcaria 7:3

Šoštarić zmarł 27 sierpnia 1975 w Belgradzie, w wyniku długoletniej choroby alkoholowej.